# Sanatoriul Agigea
Sanatoriul Agigea – wieś w Rumunii, w okręgu Konstanca, w gminie Agigea. W 2011 roku liczyła 442 mieszkańców.